# Vought XF3U
Il Vought XF3U fu un aereo da caccia biposto imbarcato, monomotore e biplano, sviluppato dall'azienda aeronautica statunitense Vought nei primi anni trenta e rimasto allo stadio di prototipo.
Realizzato su specifiche emesse dall'United States Navy, la marina militare statunitense, non riuscì a superare le perplessità espresse dallo stesso committente in fase di valutazione sull'impiego di caccia biposto; la U.S. Navy preferì orientarsi su velivoli monoposto, di conseguenza il prototipo rimase l'unico esemplare costruito. Tuttavia l'esperienza maturata nel corso del suo sviluppo venne riversata nella realizzazione del bombardiere in picchiata Vought SBU Corsair.

## Storia del progetto

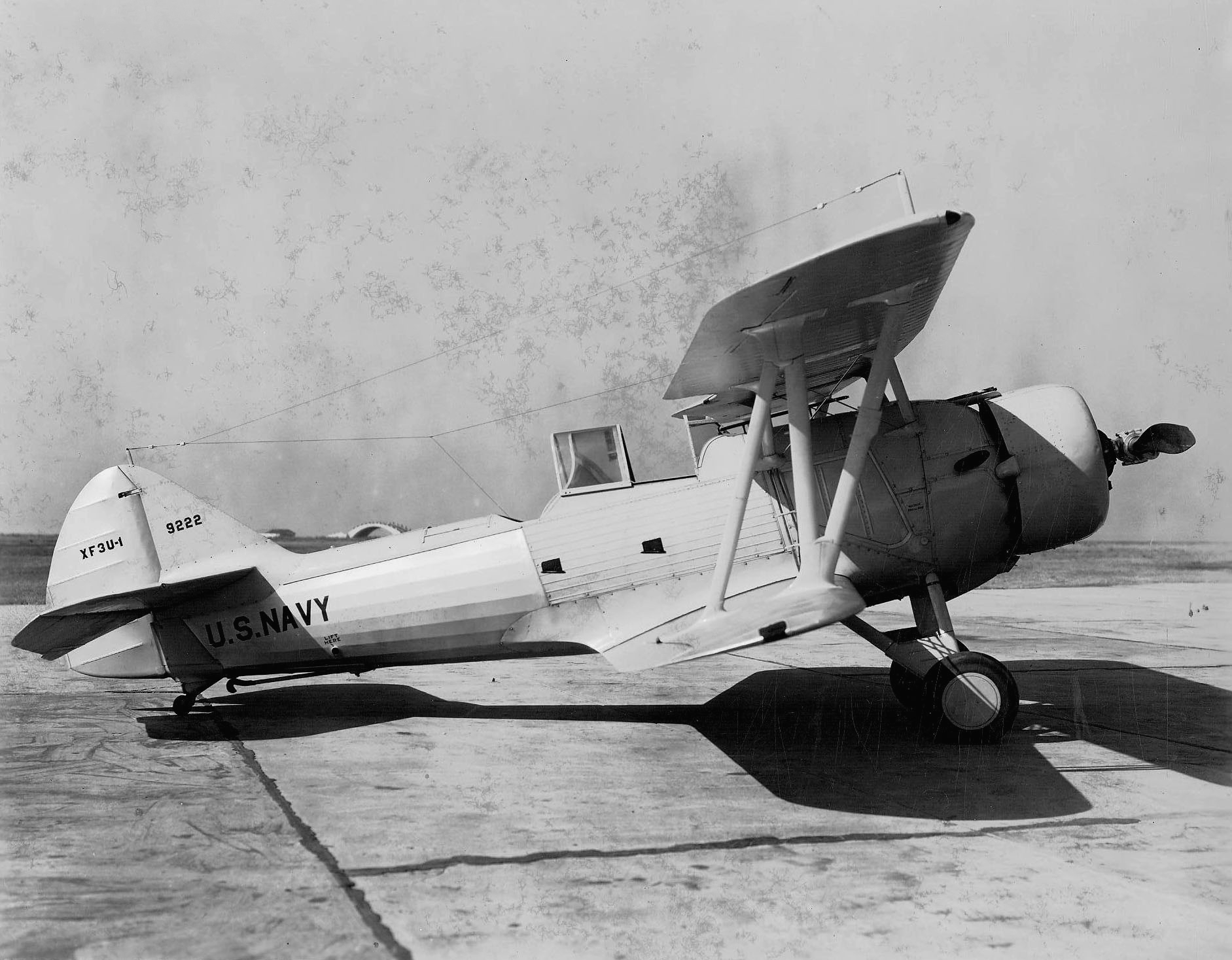
L'XF3U-1 alla Naval Air Station Hampton Roads il 30 ottobre 1933.

Nel 1932 il Bureau of Aeronautics (BuAer), dipartimento della U.S. Navy deputato alla gestione del materiale e delle tecnologie della propria componente aerea, emise una specifica, indicata come Design Specification No. 111, relativa ad un aereo da caccia biposto ad alte prestazioni destinato a equipaggiare le portaerei della propria flotta, invitando le aziende nazionali a presentare un progetto di massima atto allo scopo e, ottenuta l'autorizzazione, a fornire un prototipo da avviare a prove di valutazione. Tra le richieste, era sottolineato che il modello avrebbe dovuto essere equipaggiato con un carrello d'atterraggio fisso e spinto da un motore Pratt & Whitney R-1535 Twin Wasp Junior, un radiale 14 cilindri doppia stella raffreddato ad aria.
L'ufficio tecnico della Vought decise di avviare lo sviluppo di un modello dall'impostazione convenzionale tranne per la costruzione interamente metallica, primo modello ad avere tale caratteristica nella produzione dell'azienda, e la cabina di pilotaggio, chiusa da un tettuccio che riparava entrambi i due posti in tandem riservati all'equipaggio.
Delle sette proposte presentate, il BuAer si dichiarò interessato ai modelli sviluppati dalla Douglas Aircraft Company e dalla Vought, i quali in base alle convenzioni allora adottate assunsero le designazioni rispettivamente XFD e XF3U.
Il prototipo venne portato in volo per la prima volta il 9 maggio 1933 e fu impegnato presso la Naval Support Facility di Anacostia (sobborgo di Washington) in prove di volo comparative unitamente all'altro prototipo competitore.
Benché avessero entrambi dimostrato elevate doti di manovrabilità, le prestazioni complessive non vennero considerate soddisfacenti dalle autorità preposte alla valutazione, anche in ragione della progressiva perdita di interesse nei confronti della formula biposto per i velivoli da caccia. L'XF3U rimase quindi l'unico esemplare costruito; tuttavia la sua esperienza venne riutilizzata per sviluppare un nuovo modello di bombardiere in picchiata, il prototipo XSBU, il quale si concretizzò nel Vought SBU-1 Corsair avviato alla produzione in serie.

## Utilizzatori
Stati Uniti
- United States Navy